# Sedum hemsleyanum
Sedum hemsleyanum är en fetbladsväxtart som beskrevs av Joseph Nelson Rose. Sedum hemsleyanum ingår i Fetknoppssläktet som ingår i familjen fetbladsväxter. Inga underarter finns listade i Catalogue of Life.